# レイ・ブカネロ
レイ・ブカネロ（Rey Bucanero）のリングネームで知られるアルテゥーロ・ガルシア・オルティス（Arturo García Ortiz、1974年7月19日 - ）は、メキシコのプロレスラー。メキシコシティ出身。
伯父はピラタ・モルガン。

## 来歴
1991年11月18日にプエブラでデビュー。
1997年3月にエル・サタニコ & エミリオ・チャレス・ジュニアと組んでアポロ・ダンテス & ブラック・ウォリアー & ドクトル・ワグナー・ジュニア組を破りCMLL世界トリオ王座を奪取。
1998年から1年間WWF（現在のWWE）にレイ・オルティスのリングネームで参戦。
1999年CMLL復帰し「ロス・ゲレロス・デル・インフェエルノ」に加入しルードに転向。2000年CMLL世界タッグチーム王座決定トーナメントでウルティモ・ゲレーロと組んで出場し優勝しタッグベルトを奪取。
2004年9月にオリンピコと組んで棚橋弘至 & 中邑真輔の持つIWGPタッグ王座にCMLLルールで対戦もベルト奪取に失敗。
2006年5月、アトランティスと組んで武藤敬司 & ウルティモ・ドラゴン組と対戦するも敗退。同年7月にウルティモ・ゲレーロを破りCMLL世界ライトヘビー級王座を奪取。同年TNAの「ワールドXカップ 2008」にボラドール・ジュニア & ウルティモ・ゲレーロと組んで出場し優勝。
2010年8月に「ラ・ペステ・ネグラ」に加入。
2013年、新日本プロレスにてプリンス・デヴィット率いる外国人ヒールユニットであるBULLET CLUBに加入し、9月14日にタマ・トンガと組んで棚橋弘至 & 獣神サンダー・ライガーが保持するCMLL世界タッグ王座を奪取した。

## 得意技
- ブカ・デストロイヤー

フロントフリップ・パイルドライバー
- ブカネロ・ストーム

ホイールバロー
- カスティゴ・ブカネロ

コークスクリュー・セントーン

## 獲得タイトル
CMLL
- CMLL世界タッグチーム王座 : 2回

w / ウルティモ・ゲレーロ、タマ・トンガ）
- CMLL世界トリオ王座 : 1回

w / エル・サタニコ & エミリオ・チャレス･ジュニア）
- CMLL世界ライトヘビー級王座 : 1回
- NWA世界ヒストリックライトヘビー級王座 : 1回